# Pulverização catódica

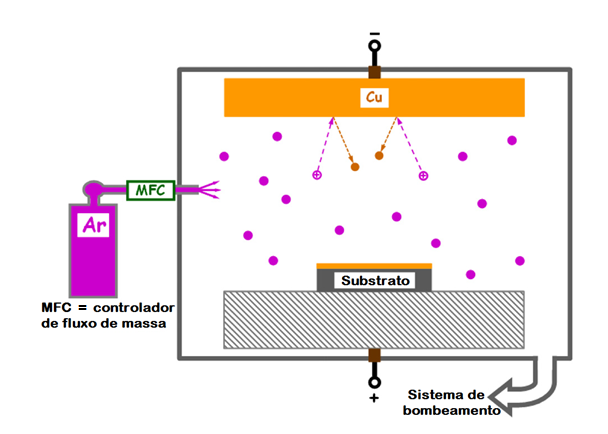
Ilustração esquemática das características essenciais de um sistema básico de pulverização catódica de diodos. O gás argônio flui através de uma válvula de vazamento controlada para uma câmara de deposição evacuada; alguns átomos de Ar são ionizados por um potencial DC aplicado entre o alvo de cobre e um substrato eletricamente condutor em uma mesa de substrato de metal. Íons de argônio são acelerados em direção ao alvo para ejetar os átomos de cobre, que são depositados no substrato, bem como nas paredes da câmara, para formar um filme de Cu. Adaptada de.

Pulverização catódica (do inglês sputtering), é uma técnica de deposição de materiais usada para recobrir uma superfície. É uma das técnicas de crescimento de filmes semicondutores e metálicos mais usadas devido a ser um método simples, versátil e relativamente barato. O processo de sputtering envolve a ejeção de átomos de uma superfície alvo a partir do bombardeamento por íons energéticos.
Quando uma tensão suficientemente alta é aplicada entre dois eletrodos, em uma determinada área à uma pressão reduzida, o gás inserido nesta câmara pode ser ionizado, gerando uma descarga elétrica. A desexcitação de estados de energia metaestáveis dos átomos e íons de gás gera uma emissão de luz.

## Histórico

Processo de sputtering

A história dos filmes finos data de mais de 5000 anos atrás, porém o crescimento desses filmes pela técnica de sputtering é bem mais recente. O surgimento desta técnica levou à necessidade de desenvolvimento na tecnologia de vácuo, como bombas de vácuo em 1600 e 1700. Em 1800 a deposição por sputtering surgiu e por volta de 1880 já dominava o mercado de revestimento óptico. Em 1891 foram divulgados os primeiros resultados da deposição por radiofrequência (RF). Os primeiros resultados de magnetron sputtering foram publicados no final da década de 1930, e a técnica foi evoluída até a década de 1990, sendo geradas diversas variantes. 
Deposições por sputtering de óxido de metal e nitreto surgiram por volta de 1933, porém o termo sputtering reativo, usado para descrever esse processo só apareceu na literatura depois de 1953. Nos anos 1980 deu início o sputtering reativo de alta taxa, baseados no controle parcial da câmara de processos. Até a década de 1960, na literatura, o conceito sputtering resultava da evaporação de impacto, embora evidências teóricas e experimentais que demostravam que a pulverização catódica ocorre devido a transferência de momento induzidas por bombardeamento iônico já existissem desde o final de 1800 e início de 1900. A teoria moderna do sputtering é baseada em um modelo de transporte linear, publicado em 1969. Estudos sobre deposição de materiais por pulverização catódica já renderam prêmios Nobel de Física e Química para oito ganhadores.  Ainda hoje a deposição de filmes por sputtering é bastante popular na comunidade científica.

## Técnica deSputtering

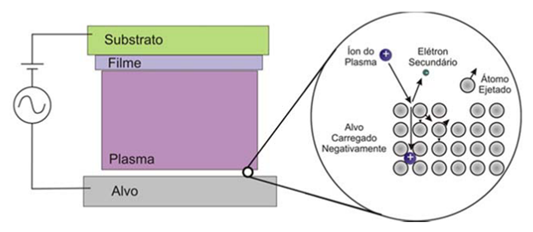
Representação esquemática do processo de sputtering. No detalhe: após a colisão do íon do plasma com o alvo pode ocorrer a implantação ou reflexão do íon, ou ainda a transferência de momento para os átomos do alvo, resultando na ejeção destes átomos, que é a definição de sputtering. Adaptada de.

Sputtering é uma técnica de deposição que faz parte dos processos conhecidos como PVD (Physical Vapor Deposition ou Deposição Física de Vapor), superando em funcionalidade e desempenho outras técnicas e processos de PVD. O processo de pulverização catódica é denominado como vaporização não térmica, pois a fonte é criada pelo impacto iônico no alvo. 
No processo de sputtering os átomos são removidos da superfície de um material denominado alvo através de transferência de momento sustentável de uma partícula, através de bombardeamento energético de um íon gasoso acelerado a partir de um plasma, onde estão presentes elétrons, íons e espécies neutras. Para obter-se a deposição por sputtering, é necessário que a câmara de processos esteja em vácuo. 
O material a ser pulverizado é chamado de alvo, e é colocado em uma câmara de vácuo juntamente com o substrato, que é o material ao qual deseja-se revestir. Para o bombardeamento são usados, na maioria dos casos, átomos inertes e pesados para reduzir a possibilidade de reação com outros íons do plasma e possuir um maior momento na hora do impacto com o alvo, como o argônio, que é um dos gases mais utilizados. Para ionizar os átomos efetua-se uma descarga elétrica, a baixa pressão, entre o catodo e o anodo.

## Variantes
A técnica de sputtering se estende em diversos outros processos, que são nomeados de acordo com a origem e orientação do processo. Podem ser empregadas diversas fontes de energia no processo e, dependendo da configuração de energia a pressão de trabalho da câmara de processos varia. Algumas dessas variantes são DC sputtering, sputtering por radiofrequência, sputtering reativo, magnetron sputtering, entre outros. 

### DcSputtering
A mais antiga e simples forma de excitação do sputtering é a DC . No processo de DC Sputtering, como o nome sugere, os eletrodos do sistema são alimentados com tensão contínua. A pressão dentro da câmara de processos pode variar entre 2x10-2 e 2 Torr .  Os íons resultantes das descargas luminosas são acelerados em direção ao material alvo e ocorre o processo de sputtering. Quando são utilizados semicondutores ou isolantes no DC Sputtering, pode ocorrer o carregamento do alvo, que dificulta o acesso de íons ao alvo, sendo prejudicial à deposição . A fim de cessar esse problema pode ser empregado uma fonte de radiofrequência, aplicando um campo alternado na faixa de 13,56 MHz. Esse processo é conhecido como RF sputtering.

### RfSputtering
O processo de RF Sputtering consiste em enviar um potencial elétrico alternado para os eletrodos. A pulverização por RF proporciona a deposição em materiais isolantes e possibilita sustentar plasma a baixa pressão de 0,13 a 2 Pa, além de difundir o plasma em toda a câmara de processos.
Nas deposições por sputtering, são utilizados como elementos para o bombardeamento gases inertes, geralmente o Argônio, devido à maior massa em comparação ao néon e hélio e menor custo em relação ao xenônio e criptônio. Quando são utilizados gases não inertes, que tem a finalidade de incorporação no filme resultante, esse processo passa a se chamar sputtering reativo.

### SputteringReativo

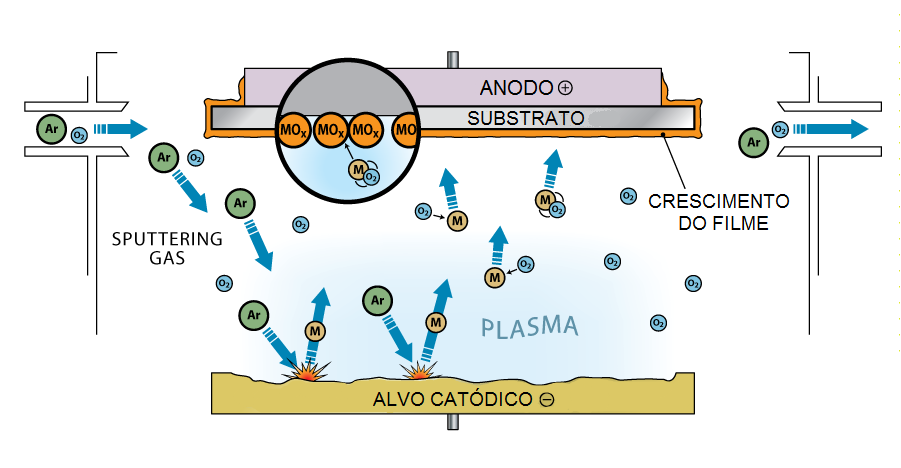
Crescimento de filme por sputtering reativo.

O sputtering reativo é usado com a finalidade de pulverizar um alvo composto ou depositar um filme composto a partir de um alvo metálico. Para isso, um gás reativo como oxigênio é introduzido na câmara de deposição a fim de reagir com o material alvo, formando um filme composto sobre a superfície do substrato. 
O aumento do gás reativo pode formar uma camada de composto na superfície do material alvo, causando o fenômeno chamado de envenenamento do alvo, resultando em alterações nas propriedades como por exemplo condutividade. 

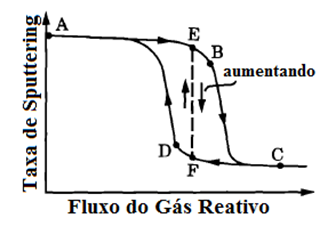
Comportamento típico do processo de sputtering reativo, com vazão do Argônio fixa. Adaptada de.

O custo de fabricação e a pureza do alvo podem ser melhorados com a deposição de compostos por sputtering reativo de metal, em comparação ao uso de um alvo composto, porém isso complica o controle do processo devido à histerese, ilustrada na Figura ao lado, que pode ser monitorado através de medidas da taxa de deposição em tempo real.
A figura 'Comportamento típico do processo de sputtering reativo, com vazão do Argônio fixa' mostra que, durante a deposição do alvo metálico em atmosfera de Argônio puro (A), a taxa de sputtering é alta. Conforme o fluxo do gás reativo é aumentado a taxa permanece alta até o momento em que a taxa de adsorção do gás reativo excede a taxa de sputtering. A partir deste ponto (B) o alvo torna-se envenenado com o gás reativo, fazendo com a taxa de sputtering caia a um nível bem menor (C). Se agora o fluxo de gás reativo for diminuído, a condição de alvo envenenado persiste até o ponto D, onde o alvo começa a ser “limpo” e a taxa de sputtering começa a ficar maior que a taxa de adsorção. Na área de histerese não é possível controlar a composição do filme, visto que uma ligeira diminuição no fluxo do gás reativo no ponto F pode gerar um retorno ao ponto E.  Para um melhor entendimento deste fenômeno é preciso um estudo mais aprofundado no Modelo de Berg.

### Magnetron Sputtering

Magnetron Sputtering

Um importante avanço tecnológico aplicado à técnica de sputtering é o magnetron sputtering, que consiste em introduzir um campo magnético na descarga através de um conjunto de ímãs permanentes colocados internamente ao catodo de forma a gerar um campo magnético com forte componente paralela à superfície do substrato. 

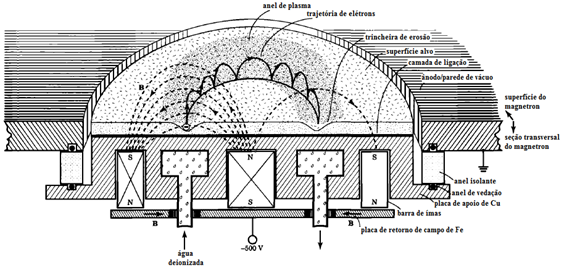
Estrutura e comportamento do magnetron (o raio elétron-órbita é mostrado muito maior do que o tamanho real). Adaptada de.

As trajetórias dos elétrons são definidas pelo campo elétrico entre o catodo e o anodo, ou seja, os elétrons são acelerados com alta velocidade em direção ao anodo. Para evitar a perda de elétrons da descarga uma abordagem comum é aplicar um campo magnético, que prende os elétrons na descarga por mais tempo, produzindo mais íons. Dessa maneira, aumenta-se a probabilidade de ionizar um átomo de gás, permitindo uma redução na pressão de descarga e permitindo aos íons atingir o catodo com quase toda a tensão de descarga. Além disso, a taxa de deposição aumenta drasticamente através desse recurso em comparação com outros sistemas.

### Pulsed Magnetron Sputtering(PMS)
Outra variante mais recente da técnica de sputtering é chamada Pulsed Magnetron Sputtering (PMS), e fornece uma solução para problemas desafiadores com outras técnicas de magnetron como envenenamento de alvo e evento de arco associado ao magnetron sputtering reativo. O PMS baseia-se na pulsação curta ou intermitente da faixa de frequência média entre 10 e 200 kHz da descarga por dezenas de microssegundos em um círculo de baixa atividade. O processo de pulsação acarreta a criação de um plasma superdenso com propriedades excelentes, resultando em um filme mais uniforme. A técnica de PMS possibilita ainda obter revestimento de superfície suave com materiais de substrato complexos e irregulares.